# Hylophylax
Hylophylax – rodzaj ptaków z podrodziny chronek (Thamnophilinae) w rodzinie chronkowatych (Thamnophilidae).

## Zasięg występowania
Rodzaj obejmuje gatunki występujące w Ameryce Południowej i Centralnej.

## Morfologia
Długość ciała 10–11,5 cm; masa ciała 11–19,5 g.

## Systematyka

### Etymologia
Hylophylax: gr. ὑλη hule „las”; φυλαξ phulax, φυλακος phulakos „obserwator, wartownik”, od φυλασσω phulassō „stać na straży”.

### Podział systematyczny
Do rodzaju należą następujące gatunki:
- Hylophylax punctulatus (Des Murs, 1856) – leśniczka kropkowana
- Hylophylax naevioides (Lafresnaye, 1847) – leśniczka czarnogłowa
- Hylophylax naevius (J.F. Gmelin, 1789) – leśniczka plamista